# Międzynarodowe Siły Wsparcia Bezpieczeństwa
Międzynarodowa Siła Wsparcia Bezpieczeństwa, ISAF (ang. International Security Assistance Force) – wojska operacyjne wystawione głównie przez siły zbrojne państw członkowskich NATO, zajmujące się utrzymaniem pokoju w Afganistanie. Utworzone na mocy Porozumienia z Bonn zawartego 5 grudnia 2001 i usankcjonowane prawnie na mocy rezolucji nr 1386 Rady Bezpieczeństwa ONZ z 20 grudnia 2001. 11 sierpnia 2003 siły ISAF przeszły pod kierownictwo NATO, co zostało usankcjonowane kolejną rezolucją ONZ nr 1510 z 13 października 2003.
Aż 12 rezolucji Rady Bezpieczeństwa ONZ w sposób bezpośredni odnosi się do Międzynarodowej Siły Wsparcia Bezpieczeństwa oraz sankcjonuje jej działalność: 1386, 1413, 1444, 1510, 1563, 1623, 1707, 1776, 1833, 1817, 1890 oraz 1917.
Początkowo podstawowym zadaniem ISAF było odbicie Kabulu oraz pobliskiej bazy lotniczej w Bagram z rąk talibów oraz nieformalnych grup zbrojnych, w celu zapewnienia bezpiecznego działania administracji przejściowej pod wodzą Hamida Karzaja.
Faktyczna działalność ISAF w dużej mierze ograniczona jest do obszaru stolicy kraju, Kabulu. Odpowiedzialność za bezpieczeństwo na terenie całego kraju miała być przekazana Afgańskiej Armii Narodowej. 13 października 2003 Rada Północnoatlantycka podjęła jednogłośnie decyzję o rozszerzeniu misji. Sprzeciwił się temu premier Kanady Jean Chrétien, który oświadczył, iż wojska kanadyjskie, stanowiące niemal połowę ISAF, nie będą uczestniczyły w operacji poza Kabulem.
24 października 2003 Bundestag podjął decyzję o wysłaniu niemieckich wojsk w rejon prowincji Kunduz. Grupa 230 żołnierzy stanowi pierwsze wojska NATO działające poza Kabulem.
Według stanu na lipiec 2009 roku ISAF liczyły ok. 64,5 tys. żołnierzy z 42 krajów, m.in. z Kanady (ok. 2800), Stanów Zjednoczonych (ok. 29950), Wielkiej Brytanii (ok. 9000), Francji (ok. 3160), Niemiec (ok. 4050), Holandii (ok. 1770), Belgii (ok. 510), Hiszpanii (ok. 780), Polski (ok. 2630), Włoch (ok. 2795), Rumunii (ok. 1025) i innych członków Unii Europejskiej i NATO, a także Australii (ok. 1090), Nowej Zelandii (ok. 160), Azerbejdżanu (ok. 90), Turcji (ok. 730) i Singapuru (ok. 8). Intensywność udziału bardzo się różniła. Stany Zjednoczone, Wielka Brytania i Kanada ponosiły w tej strukturze największe straty spośród wszystkich członków. Symboliczną obecność posiadali żołnierze z Austrii, Bośni, Gruzji, Islandii, Irlandii, Jordanii, Luksemburga i Singapuru. Ich liczba nie przekraczała 10. Holandia pod koniec 2007 roku postanowiła opuścić Afganistan w 2010 roku. Kanada, która straciła ponad 100 żołnierzy, zdecydowała w 2009 roku na wycofanie się z walk w 2011 roku. Premier Kanady Stephen Harper powiedział, że dekada wojny to za dużo. Jednak Ottawa nie wyklucza obecności w Afganistanie w innym charakterze (prace nad odbudową, szkolenie sił afgańskich).

## Dowództwo
Początkowo dowództwo nad ISAF obejmowane było rotacyjnie co pół roku przez państwa w niej uczestniczące, jednak większość z nich niechętnie przyjmowała tę rolę. Podjęto decyzję o przekazaniu dowództwa Organizacji Traktatu Północnoatlantyckiego, co nastąpiło 11 sierpnia 2003. Była to pierwsza sytuacja, w której wojska NATO brały udział w operacji poza Ameryką Północną i Europą. Tego samego dnia Richard Burns, Ambasador Stanów Zjednoczonych Ameryki przy OTP, zaproponował na łamach Wall Street Journal, aby rozszerzyć zakres działania ISAF poza Kabul. Jednym z pomysłów było, by wojska ISAF współpracowały z amerykańskimi „zespołami odbudowy prowincji” (ang. Provincial Reconstruction Teams), które działały już poza Kabulem, starając się zaprowadzić porządek na terenie państwa. Rzecznik NATO Mark Laity oświadczył wówczas, iż ISAF będzie działała jedynie w ramach przyznanego jej mandatu, tj. tylko w rejonie Kabulu.
Historia dowództwa ISAF prowadzącego operację:
- Od grudnia 2001 do czerwca 2002 Siłą kierował generał John McColl z Wielkiej Brytanii.
- Od czerwca 2002 do 10 lutego 2003 ISAF znajdowała się pod dowództwem Turcji. Dowódcą był wówczas generał Hilmi Akin Zorlu. Liczba tureckich żołnierzy wzrosła w tym czasie ze 100 do 1300.
- Od 10 lutego do 11 sierpnia 2003 dowództwo nad Siłą przejęły Niemcy i Holandia. Dowodził ją generał Norbert Van Heyst.
- Od 11 sierpnia 2003 do 9 lutego 2004 ISAF znajdowała się pod dowództwem NATO. Bezpośrednio ISAF dowodził generał Goetz Gliemeroth. Kanada miała przejąć dowództwo 11 sierpnia.
- Od 9 lutego do 7 sierpnia 2004 dowództwo przejął kanadyjski Generał Rick Hillier. W tym okresie Kanada posiadała najwięcej żołnierzy w ISAF – 2000.
- Od 7 sierpnia 2004 do lutego 2005 dowodził generał Jean-Louis Py, dowódca Eurokorpusu. W tym czasie członkowie powiększyli swoje kontyngenty. Kanada zredukowała swój udział do 800 żołnierzy.
- Od lutego 2005 do 5 sierpnia 2005 ISAF kierował turecki generał Ethem Erdagi.
- Od 5 sierpnia 2005 do 4 maja 2006 dowodził włoski generał Mauro del Vecchio.
- Od 4 maja 2006 do 4 lutego 2007 dowództwo przejął brytyjski generał David Richards.
- Od 4 lutego 2007 do 2 czerwca 2008 NATO ISA Force dowodził generał Dan K. McNeill z Armii Stanów Zjednoczonych.
- Od 2 czerwca 2007 do 15 czerwca 2009 wojskiem dowodził generał David D. McKiernan z Armii Stanów Zjednoczonych.
- Od 15 czerwca 2009 do 23 czerwca 2010 wojska operacyjne OTP dowodzone były przez generała Stanley A. McChrystal z Armii Stanów Zjednoczonych[9].
- Od 23 czerwca 2010 do 4 lipca 2010 pełniącym obowiązki dowódcy Międzynarodowej Siły WB był brytyjski generał sir Nick Parker.
- Od 4 lipca 2010 do 18 lipca 2011 Siła NATO dowodzona była przez generała Davida Petraeusa z Armii Stanów Zjednoczonych.
- Od 18 lipca 2011 do 10 lutego 2013 ISAF dowodzona była przez generała Johna R. Allena z USMC.
- Od 10 lutego 2013 ISAF dowodził generał Joseph F. Dunford Jr. z USMC.

## Ważniejsze wydarzenia

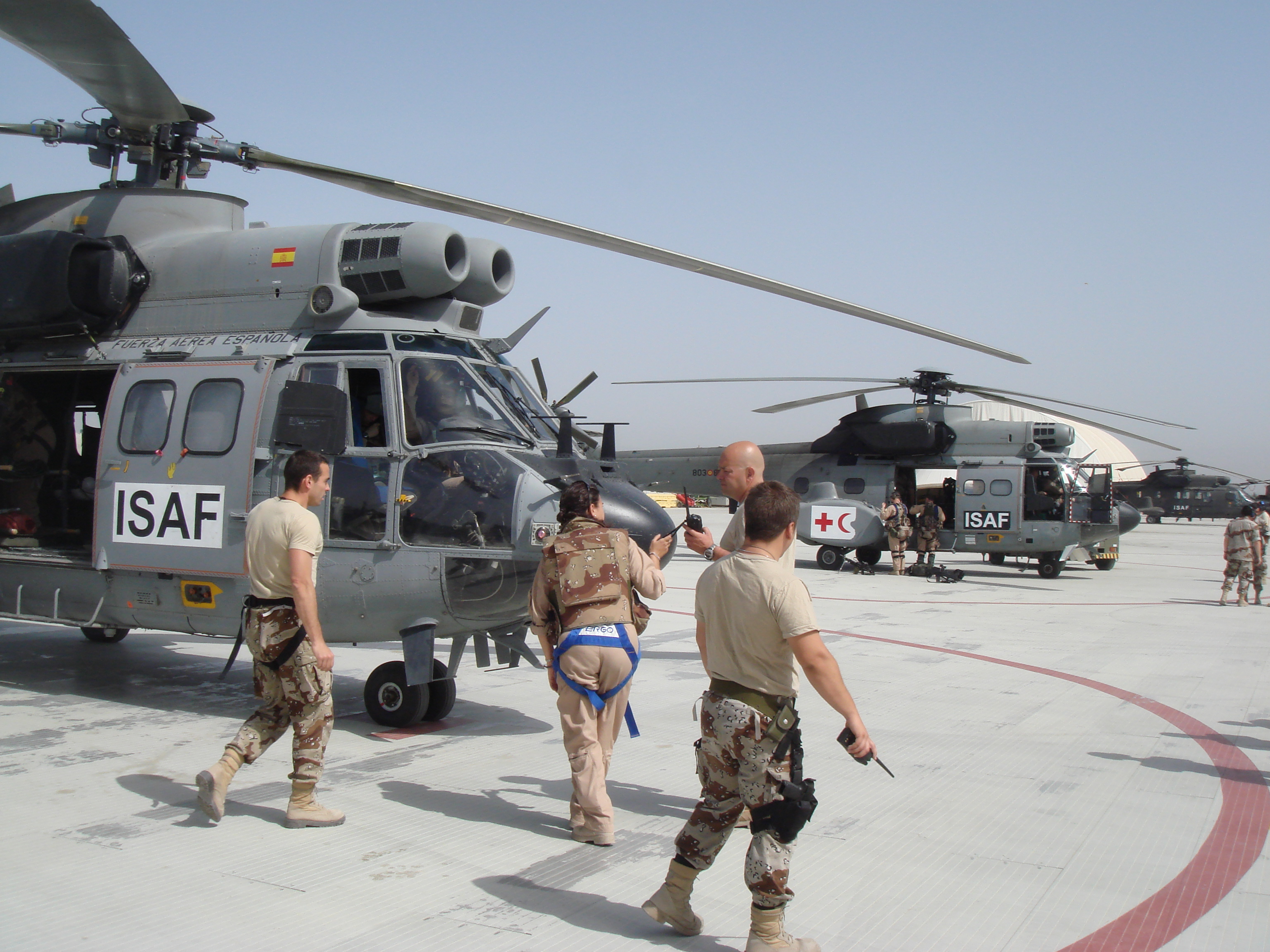
Hiszpańscy żołnierze na lotnisku w Afganistanie

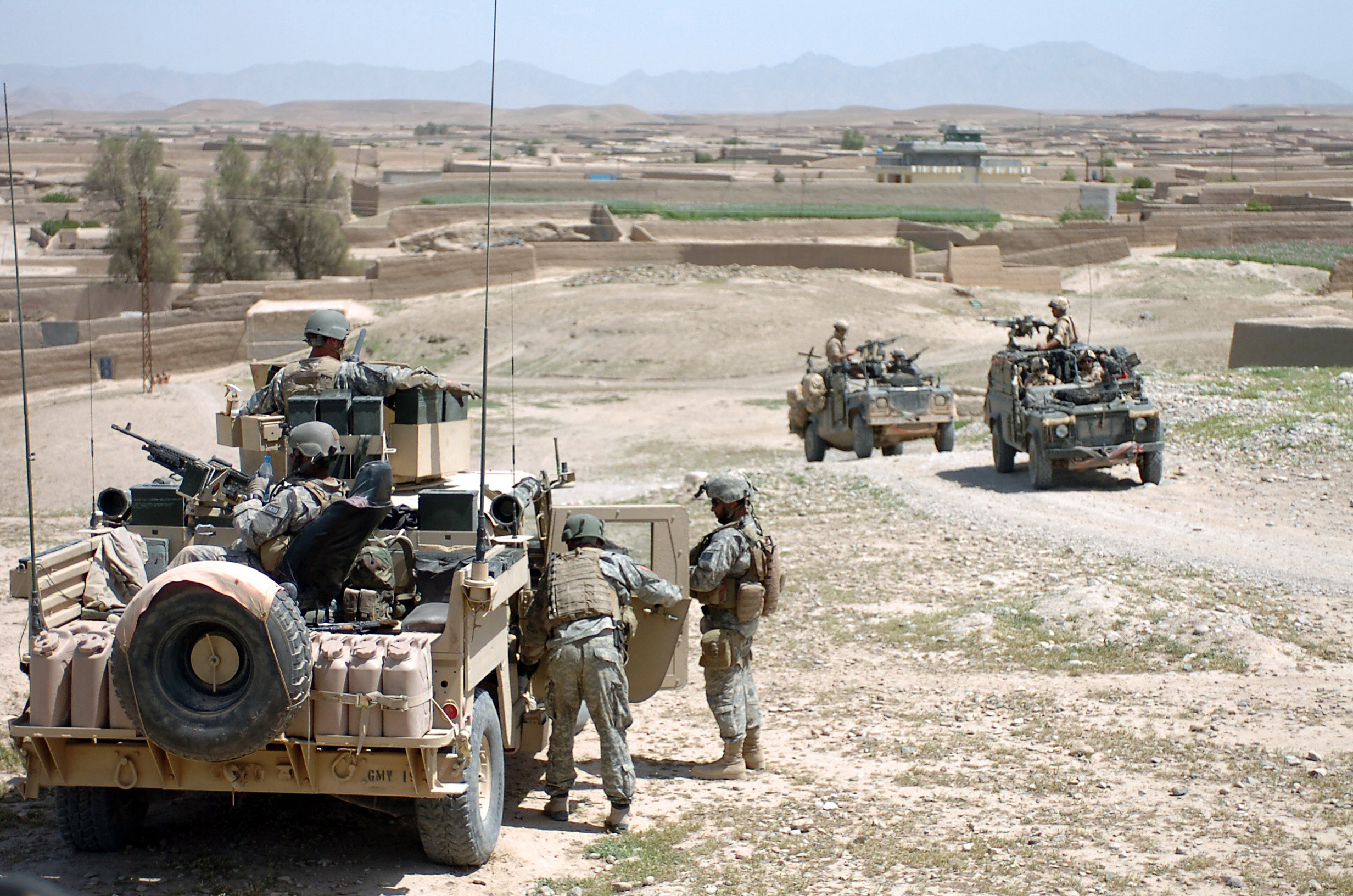
Amerykańscy i Brytyjscy żołnierze podczas patrolu w Sangin District obszar prowincji Helmand, 10 kwietnia 2007, Zobacz też: oblężenie Sanginu

- W lutym 2002 Republika Korei wysłała do Afganistanu kontyngent medyczny, liczący 99 osób.
- Między lutym a lipcem 2002 Portugalia wysłała w ramach misji ISAF zespoły sanitarny i lotniczy.
- W październiku 2002 w skład wojsk ISAF, dowodzonych przez Turcję, wchodziło 4650 żołnierzy z ponad 20 państw. W łączonym batalionie niemiecko-holenderskim służyło 1200 Niemców i 250 Holendrów.
- W marcu 2003 w skład wojsk ISAF wchodziło 4700 żołnierzy z 28 państw.
- 7 czerwca 2003 w Kabulu doszło do zamachu terrorystycznego; wypełniona materiałami wybuchowymi taksówka zderzyła się z autobusem wiozącym 33 członków niemieckiego personelu ISAF. W wyniku ataku śmierć poniosły cztery osoby, 29 było rannych. W zamachu zginął także jeden Afgańczyk, a kolejnych 10 odniosło obrażenia.
- Badanie Care International wykazało, że w Kosowie jeden żołnierz wojsk międzynarodowych przypada na 48 mieszkańców, w Timorze Wschodnim – na 86 mieszkańców, a w Afganistanie – na 5380 mieszkańców.
- W sierpniu 2003 wojska ISAF składały się z około 5000 żołnierzy z 30 państw. 90% sił oddelegowanych zostało przez państwa członkowskie NATO. Największy kontyngent, liczący 1950 żołnierzy, należał do Kanady. Inne źródła sugerują, że w tym samym czasie w Afganistanie służyło 2000 żołnierzy niemieckich. Również Rumunia posiadała wówczas na terenie Afganistanu 400 żołnierzy.
- W październiku 2003 wojska ISAF posiadały trzy helikoptery.
- W maju 2004 Turcja wysłała do Afganistanu trzy helikoptery oraz personel pomocniczy, liczący 56 osób.
- W sierpniu 2004 Portugalia wysłała 24 żołnierzy oraz samolot transportowy C-130 Hercules.
- We wrześniu 2004 Hiszpania przysłała 800 żołnierzy, którzy weszli w skład grupy szybkiego reagowania, Włochy – około 1000 żołnierzy, którzy weszli w skład rezerwy. Gruzja, wystawiając kontyngent 100 żołnierzy, stała się pierwszym państwem Wspólnoty Niepodległych Państw, które wzięło udział w misji pokojowej w Afganistanie.

## Siły Zbrojne Rzeczypospolitej Polskiejwśród ISAF

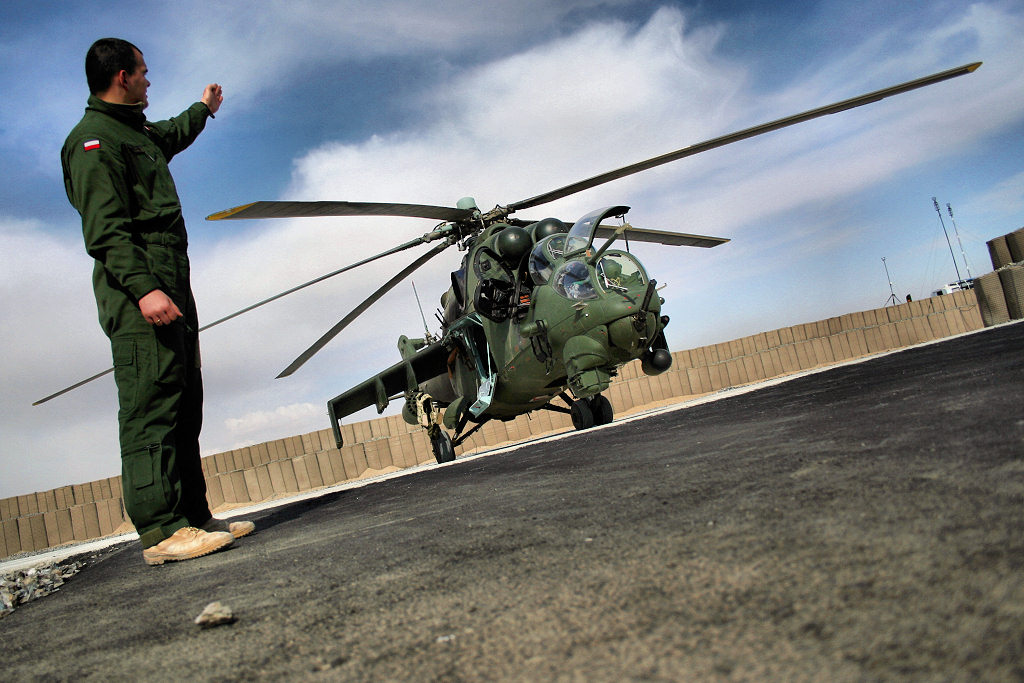
Polski Mi-24 na pasie rozbiegowym

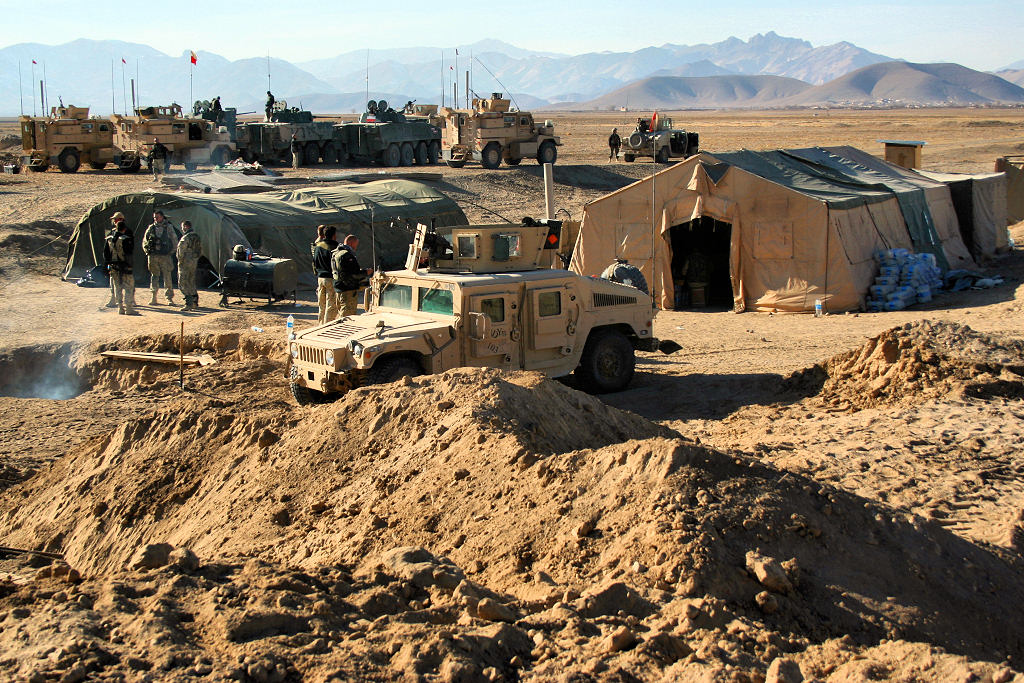
Żołnierze 1 kompanii Zgrupowania Bojowego B strzegą mostu na drodze A1

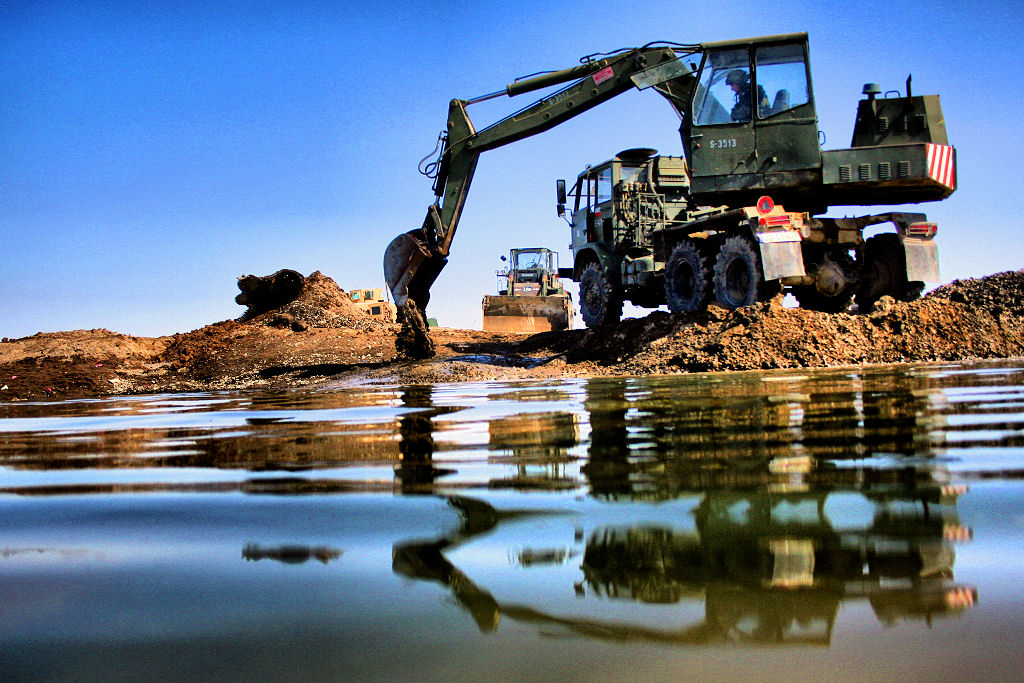
Polscy saperzy z Grupy Inżynieryjnej z FOB Warrior zwiększają przepustowość objazdu wokół zburzonego mostu 215

22 listopada 2001 roku Prezydent RP Aleksander Kwaśniewski na wniosek Leszka Millera, Prezesa kierowanej przez niego Rady Ministrów, wydał Postanowienie o użyciu SZ RP w rejonie konfliktu (według postanowienia wydanego na podstawie interpretacji polskiego prawa). Ministrem Obrony Narodowej był wówczas Jerzy Szmajdziński.
Polska na zaproszenie do udziału w operacji Enduring Freedom 16 marca 2002 wysłała pierwszą grupę żołnierzy. Do zakresu ich działań należało m.in. rozminowywanie terenu, ochrona lotniska w Kabulu, budowa infrastruktury drogowo–mostowej dla międzynarodowych sił wojskowych. Do udziału w operacji wydzielono około 300 żołnierzy. Od 2002 r. do 2007 r. skład kontyngentu został zmodyfikowany i liczył około 120 żołnierzy.
Zgodnie z postanowieniem Prezydenta RP Lecha Kaczyńskiego (na wniosek Prezesa Rady Ministrów Jarosława Kaczyńskiego) z 22 listopada 2006, w Afganistanie od 1 grudnia 2006 zwiększono liczbę polskich żołnierzy do 1200. Następnie zwiększono kontyngent do ok. 1600 żołnierzy SZ RP, w ramach V zmiany PKW Afganistan do 2000 żołnierzy, a w ramach VII zmiany do 2500 żołnierzy (siódmy co do liczebności kontyngent wśród państw ISAF). Celem Polskiego Kontyngentu Wojskowego jest stworzenie sprzyjających warunków do budowy demokratycznego państwa, głównie przez zapewnienie bezpieczeństwa miejscowej ludności przed terrorystycznymi atakami grup powiązanych z Talibami, a także szkolenie Provincial Response Company (PRC), tj. specjalnych oddziałów afgańskiej policji.
VIII zmiana Polskiego Kontyngentu Wojskowego w Afganistanie w składzie Międzynarodowej Siły Wsparcia Bezpieczeństwa Organizacji Traktatu Północnoatlantyckiego składała się z żołnierzy pochodzących z:
- 11 Dywizji Kawalerii Pancernej (i jej jednostek: 10 Brygada Kawalerii Pancernej ze Świętoszowa, 34 Brygada Kawalerii Pancernej z Żagania, 4 Zielonogórski Pułk Przeciwlotniczy, 69 Leszczyński Pułk Przeciwlotniczy z Leszna, 5 Lubuski Pułk Artylerii z Sulechowa, 5 Kresowy Batalion Saperów z Krosna Odrzańskiego, 11 Batalion Dowodzenia z Żagania, 11 Batalion Remontowy z Żagania, 4 Krośnieński Batalion Zaopatrzenia z Krosna Odrzańskiego),
- 56 Kujawskiego Pułku Śmigłowców Bojowych z Inowrocławia,
- 49 Pułku Śmigłowców Bojowych z Pruszcza Gdańskiego,
- 25 Brygady Kawalerii Powietrznej z Tomaszowa Mazowieckiego,
- Centralnej Grupy Działań Psychologicznych z Bydgoszczy,
- Grupy Współpracy Cywilno-Wojskowej w Kielcach (CIMIC),
- 10 Opolskiej Brygady Logistycznej,
- 9 Warmińskiego Pułku Rozpoznawczego z Lidzbarka Warmińskiego,
- Żandarmerii Wojskowej,
- Służby Wywiadu Wojskowego,
- Służby Kontrwywiadu Wojskowego.

W PKW Afganistan (I, II, III, IV, V, VI, VII zmiana) brali udział żołnierze z następujących jednostek: z 2 Korpusu Zmechanizowanego z Krakowa, 16 Pomorskiej Dywizji Zmechanizowanej, 1 Brygady Pancernej z Wesołej, 1 Mazurskiej Brygady Artylerii z Węgorzewa, 1 Pomorskiej Brygady Logistycznej z Bydgoszczy, 1 Brzeskiej Brygady Saperów, 2 Brygady Saperów z Kazunia Nowego, 3 Brygady Zmechanizowanej z Lublina, 6 Brygady Desantowo-Szturmowej z Krakowa (w tym 18 Bielskiego Batalionu Desantowo-Szturmowego z Bielska-Białej i 6 Batalionu Powietrznodesantowego z Gliwic), 10 Brygady Kawalerii Pancernej ze Świętoszowa, 12 Brygady Zmechanizowanej, 15 Brygady Zmechanizowanej z Giżycka, 17 Brygady Zmechanizowanej z Międzyrzecza, 20 Brygady Zmechanizowanej z Bartoszyc, 21 Brygady Strzelców Podhalańskich z Rzeszowa, 23 Brygady Artylerii z Bolesławca, 1 Pułku Specjalnego Komandosów z Lublińca, 2 Hrubieszowskiego Pułku Rozpoznawczego, 5 Pułku Inżynieryjnego ze Szczecina, 15 Pułku Przeciwlotniczego z Gołdapi, JW 2305 z Warszawy, MJDS z Gdyni, i z Centrum Szkolenia na Potrzeby Sił Pokojowych w Kielcach, Oddziały Specjalne Żandarmerii Wojskowej w tym OS ŻW z Gliwic, Mińska Mazowieckiego i Warszawy.
Decyzją Ministra ON Bogdana Klicha w październiku 2008 r. Polski Kontyngent Wojskowy w Afganistanie zakończył przemieszczanie się do prowincji Ghazni (którą dowodził w ramach PRT Ghazni wraz z siłami USA) i baz: Ghazni, Warrior, Four Corners i Giro. Czasowo utrzymywane były także posterunki: COP Qarabagh i COP Ajristan (do 2010 r.).

## Straty
Straty wojsk koalicji w Afganistanie według krajów. Od 2001 roku do 22 grudnia 2011 roku zginęło łącznie 2663 żołnierzy struktury ISAF:
- Australia 28
- Belgia 1
- Kanada 157
- Czechy 4
- Dania 41
- Estonia 8
- Finlandia 2
- Francja 70
- Gruzja 9
- Niemcy 53
- Węgry 6
- Włochy 39
- Jordania 2
- Łotwa 3
- Litwa 1
- NATO 2
- Holandia 25
- Nowa Zelandia 2
- Norwegia 10
- Polska 40
- Portugalia 2
- Rumunia 19
- Republika Korei 1
- Hiszpania 33
- Szwecja 5
- Turcja 2
- Wielka Brytania 377
- USA 1725